# Бой Ольмі
Бой Ольмі (ісп. Boy Olmi, при народженні Карлос Ольмі, ісп. Carlos Olmi; нар. 18 грудня 1955, Буенос-Айрес) — аргентинський актор та режисер.

## Життєпис
Карлос «Бой» Ольмі-молодший народився 18 грудня 1955 року у Буенос-Айресі в родині актора Карлоса «Боя» Ольмі-старшого і Мейбл Аллеран, психолога, які окрім нього мали ще трьох дітей — сина Мартіна та доньок Марину і Джорджину, і які пізніше розлучилися.
1988 року виконав одну з головних ролей у мексиканській теленовелі «Гріх Оюкі», де зіграв з Аною Мартін та Сальвадором Санчесом, за яку наступного року отримав номінацію на премію TVyNovelas у категорії Найкраща чоловіча роль — відкриття. 1992 року виступив режисером музичного відеокліпу на пісню «Primavera O» рок-гурту «Soda Stereo». У 2001—2002 роках вів телепрограму «El otro cine» на Canal 7. У 2002—2003 роках зіграв у молодіжному серіалі «Буремний шлях» роль Серхіо Бустаманте, мера Буенос-Айреса, батька одного з головних героїв у виконанні Бенхаміна Рохаса. 2003 року з'явився у романтичній комедії «Клеопатра» з Нормою Алеандро та Наталією Орейро у головних ролях. У 2004—2005 роках виконував головну чоловічу роль у комедійному серіалі «Няня», римейку однойменного американського ситкому, де його партнерками стали Флоренсія Пенья та Карола Рейна. 2007 року спільно з Сандрою Руссо вів дискусійне телешоу «Dejamelo pensar» на каналі TV Pública.
2009 року виступив режисером і автором сценарію драматичного фільму «Кров Тихого океану», де зіграли Дельфі Гальбіаті, Ана Челентано та Чіна Сорілья. Наступного року стрічка отримала номінацію на премію Sur у категорії Найкращий режисерський дебют.
2020 року брав участь у кулінарному телешоу «MasterChef Celebrity Argentina» на каналі Telefe.

## Особисте життя
1994 року Ольмі, у якого вже був син Карлос (нар. 1993), одружився з акторкою Каролою Рейна, яка теж мала сина Рафаеля (нар. 1991) від попереднього шлюбу. Спільних дітей у пари немає.

## Вибрана фільмографія
| Рік       |   | Українська назва                 | Оригінальна назва                   | Роль                                 |
| --------- | - | -------------------------------- | ----------------------------------- | ------------------------------------ |
| 1981      | ф | Сентиментальне — реквієм другові | Sentimental (requiem para un amigo) | Мартін                               |
| 1984      | ф | Діти війни                       | Lis chicos de la guerra             | вихователь                           |
| 1985      | с | Барбара Нарваес                  | Bárbara Narváez                     | Федеріко Нарваес                     |
| 1988      | с | Гріх Оюкі                        | El pecado de Oyuki                  | Ірвінг Пойнтер                       |
| 1988      | с | Кохаючи                          | Amádote                             | Анхель Містраль                      |
| 1993      | с | Пристрасна                       | Apasionada                          | Енріке                               |
| 1993      | с | Селеста, завжди Селеста          | Celeste, siempre Celeste            | Літо                                 |
| 1994      | с | Красуня                          | Cara bonita                         | Рейнальдо Мателоні                   |
| 1995      | с | Ніжна Ана                        | Dulce Ana                           | Кікі Де Стефано                      |
| 1996      | с | Янголи не плачуть                | Los ángeles no lloran               | Хав'єр Ітурбе Монтальбан             |
| 1997      | с | Серце                            | De corazón                          | Родріго                              |
| 1998      | ф | Маяк                             | El faro                             | Річард                               |
| 1999      | ф | Ангел, примадонна і я            | Ángel, la diva y yo                 | Хуліан Армендаріс                    |
| 2002      | с | Авантюристи                      | Los simuladores                     | сеньйор Сарасола                     |
| 2002—2003 | с | Буремний шлях                    | Rebelde Way                         | Серхіо Бустаманте, мер Буенос-Айреса |
| 2003      | ф | Клеопатра                        | Cleopatra                           | Франсіс                              |
| 2003      | ф | Бар Ель Чіно                     | Bar, El Chino                       | Хорхе Коста                          |
| 2004—2005 | с | Няня                             | La niñera                           | Хуан Мануель Іраола                  |
| 2007      | ф | Унабку. Принцип всього           | Hunabku                             | Ніколас                              |
| 2009      | ф | Тато на один день                | Papá por un día                     | Лусіано Аєрса, батько Сесілії        |
| 2009—2010 | с | Побачення наосліп                | Ciega a sitas                       | Федеріко Сабалета                    |
| 2017      | ф | Мисливський сезон                | Temporafa de xaza                   | Баутіста                             |
| 2019      | с | Апач, життя Карлоса Тевеса       | Apache, la vida de Carlos Tévez     | Хосе Пекерман                        |
| 2019      | ф | Анна                             | Anna                                | Артур                                |
| 2020      | ф | Чарівність                       | El Encanto                          | Руді                                 |
| 2021      | с | Світ Матео                       | El mundo de Mateo                   | Агустін Родрігес Вільєгас            |
| 2021      | с | Альтернативна терапія            | Terapia alternativa                 | Хорхе                                |
| 2023      | с | Родина терапевтів                | Familia de diván                    | Хосе                                 |
| 2024      | с | Маргарита                        | Margarita                           | Фредо                                |

Режисер
- 1998 — Місце народження / Casa natal (телесеріал, 11 епізодів)
- 2009 — Кров Тихого океану / Sangre del Pacífico (також автор сценарію)
- 2016 — Джейн і Пейн / Jane & Payne (телефільм)